# Clastopus
Clastopus är ett släkte av korsblommiga växter. Clastopus ingår i familjen korsblommiga växter.
Kladogram enligt Catalogue of Life:
| Clastopus | \| \| Clastopus erubescens \| \| \| \| \| \| Clastopus vestitus \| \| \| \| |
|           | \| \| Clastopus erubescens \| \| \| \| \| \| Clastopus vestitus \| \| \| \| |
|           | Clastopus erubescens                                                        |
|           |                                                                             |
|           | Clastopus vestitus                                                          |
|           |                                                                             |